# プロトン・サプリマS
サプリマS（Suprima S）は、プロトンが製造販売していた自動車である。

## 概要
サプリマSは同社の既存のノッチバックセダンのプレヴェをベースに開発された。2012年にプレーブに似た車としてスパイショットされ、後の2013年8月にプロトンが発表した。
1.6リッターターボエンジンを搭載する。トランスミッションはオートマで、オーストラリアだけで6速マニュアルがオプションで選べる。　

## 名前
「Suprima S (サプリマS)」の「Suprima」は英語の「Supreme (最高)」、「S」は「Sport (スポーツ)」に由来する。